# Ettore Chimeri
Ettore Muro Chimeri (Lodi (Italia), 4 de junio de 1921-La Habana, 27 de febrero de 1960) fue un piloto de automovilismo venezolano.
Nació en Lodi, ciudad lombarda del entonces Reino de Italia. Al parecer, sirvió en el Escuadrón 73 de la Aeronáutica Real Italiana durante la campaña de África del Norte en la Segunda Guerra Mundial. Aún muy joven, migra con la familia a Venezuela, país donde se formó deportivamente y al cual -luego de obtenida la ciudadanía- representó en competencias internacionales. Se convirtió así en el primer piloto venezolano en competir en la categoría Fórmula 1.
Compitió en el primer Gran Premio de Venezuela de autos sport de 1955, carrera efectuada en el circuito del Paseo Los Próceres (Caracas), a bordo de un Ferrari 500 Mondiale. Tuvo que abandonar a mitad del recorrido por problemas mecánicos y como dato anecdótico, el vencedor fue el entonces tricampeón mundial de F1, el argentino Juan Manuel Fangio. El legendario Maserati 250F con el cual Fangio se coronó campeón en 1957 fue el mismo que Chimeri -quien lo adquirió por 7000 bolívares- habría de utilizar más tarde en su corto paso por la Fórmula 1, participando en el Gran Premio de Argentina en 1960. Debido a las altas temperaturas presentes en el Autódromo 17 de Octubre de la capital argentina, no llegó a terminar la carrera por deshidratación.
Tan sólo 3 semanas después, durante las pruebas para el Gran Premio Libertad, válida para la categoría autosport en la base militar Campamento Libertad, en La Habana, su Ferrari 250 TR embistió las defensas de seguridad y luego cayó por un precipicio de 40 metros de altura. Chimeri siguió con vida. Fue transportado en helicóptero a un hospital, donde murió más tarde a causa de los múltiples traumatismos.

## Resultados

### Fórmula 1
(Clave) (negrita indica pole position) (cursiva indica vuelta rápida)

| Año     | Escudería      | 1       | 2   | 3   | 4   | 5   | 6   | 7   | 8   | 9       | 10  | Pos. | Puntos |
| ------- | -------------- | ------- | --- | --- | --- | --- | --- | --- | --- | ------- | --- | ---- | ------ |
| 1959    | Ettore Chimeri | MON     | 500 | NED | FRA | GBR | GER | POR | ITA | USA DNP |     | NC   | 0      |
| 1960    | Ettore Chimeri | ARG Ret | MON | 500 | NED | BEL | FRA | GBR | POR | ITA     | USA | NC   | 0      |
| Fuente: |                |         |     |     |     |     |     |     |     |         |     |      |        |

### Fórmula Libre
| Año     | Escudería           | 1     |
| ------- | ------------------- | ----- |
| 1960    | Escudería Sorocaima | BUE 4 |
| Fuente: |                     |       |